# Volker Diekert
Volker Diekert (* 15. Juni 1955 in Hamburg) ist ein deutscher Mathematiker und Informatiker.

## Leben

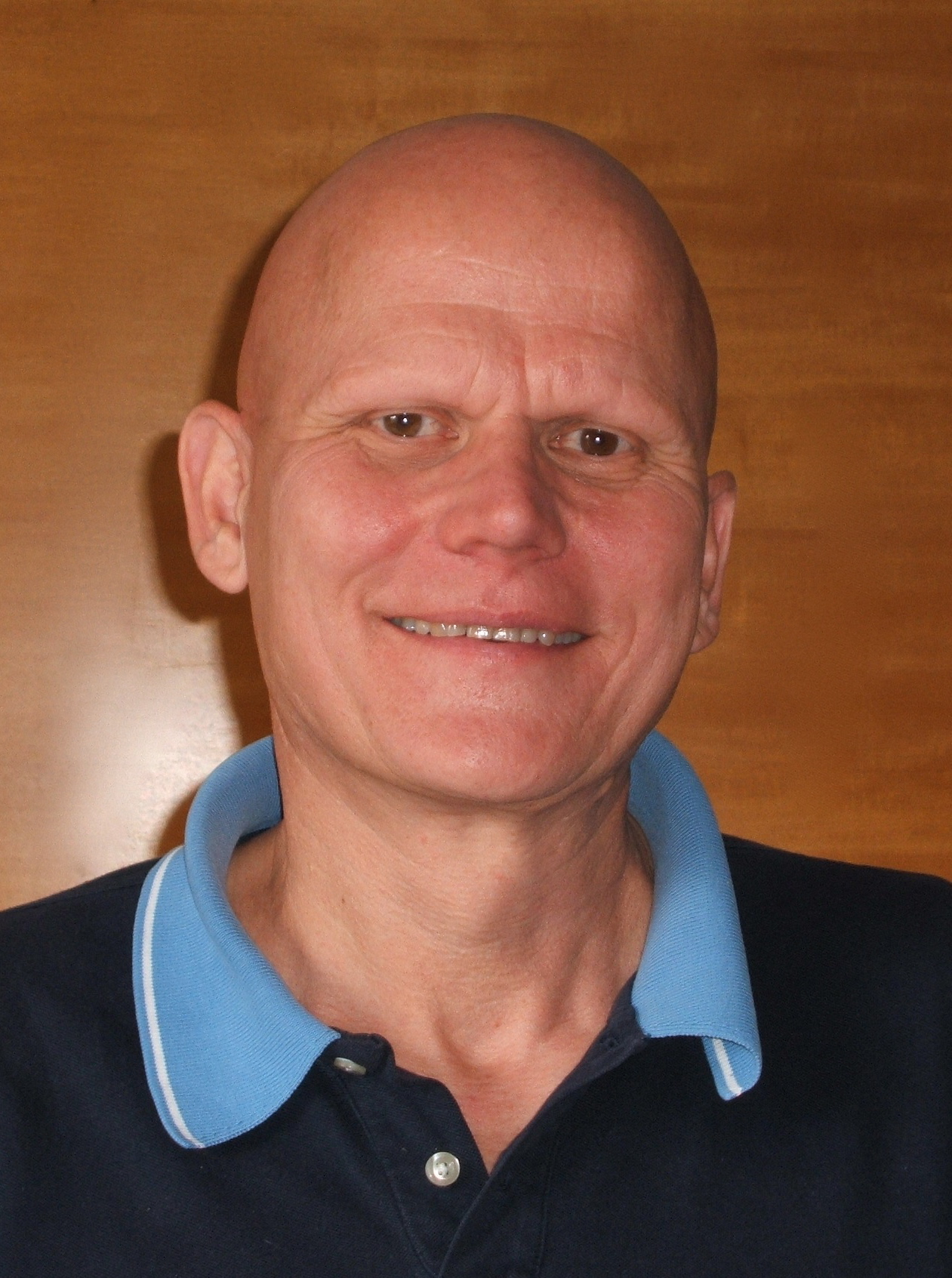
Volker Diekert at the age of 60

Volker Diekert studierte Mathematik mit Nebenfach Informatik in Hamburg und Montpellier und schloss sein Studium mit dem  Diplôme des Études Supérieures bei Alexander Grothendieck ab. Weitere Mathematikstudien absolvierte er in Hamburg, wo er regelmäßig Seminare von Ernst Witt besuchte, und promovierte 1983 in algebraischer Zahlentheorie (Titel: Über die absolute Galoisgruppe zweiadischer Zahlkörper) bei Jürgen Neukirch in Regensburg.
Er habilitierte sich 1989 im Fach Informatik an der Technischen Universität München. Danach war er von 1991 bis zu seiner Emeritierung im Jahr 2023 Inhaber des Lehrstuhls für Theoretische Informatik an der Universität Stuttgart.
Volker Diekert hat drei erwachsene Kinder und mehrere Enkelkinder. 

## Werke (Auswahl)
- V. Diekert (Hrsg.) Informatik als Dialog zwischen Theorie und Anwendung : Festschrift für Volker Claus zum 65. Geburtstag. Vieweg + Teubner, Wiesbaden, 2009, ISBN 978-3-8348-0824-0
- Volker Diekert, Manfred Kufleitner, Gerhard Rosenberger: Diskrete algebraische Methoden: Arithmetik, Kryptographie, Automaten und Gruppen. De Gruyter, Berlin 2013, ISBN 978-3-11-031260-7.
- Volker Diekert, Manfred Kufleitner, Gerhard Rosenberger: Elemente der diskreten Mathematik. Zahlen und Zählen, Graphen und Verbände. De Gruyter, Berlin 2013, ISBN 978-3-11-027767-8.